# Ima Garrastatxu Urbaneja
Ima Garrastatxu Urbaneja   (Valle de Trápaga-Trapagaran, 8 de desembre de 1963) és una periodista i política basca. Va esdevenir alcalde de Durango després de les eleccions municipals del 2019 com a cap de llista de la candidatura d'Euskal Herria Bildu.